# .450 Adams
.450 Adams британській револьверний набій центрального запалення з зарядом чорного пороху, розроблений для використання в перероблених револьверах Бомон-Адамс наприкінці 1860-х років.. Офіційно його назвали .450 Boxer Mk I, інші відомі назви .450 Revolver, .450 Colt, .450 Short, .450 Corto та .450 Mark III, а в Америці його називали .45 Webley, це був перший револьверний набій центрального запалення британської армії.

## Історія
Набій .450 було прийнято для револьвера Адамс в листопаді 1868 року і був на озброєнні до 1880 року, коли його замінив набій .476 Enfield (в револьверах Enfield Mark 1 та 2), який, в свою чергу, було замінено набоєм .455 Webley в 1887 році.
Оригінальний заряд складався з 13 гранів (0,84 г) чорного пороху з кулею вагою 225-гранів (14,6 г), пізніше його пропонували з зарядом бездимного пороху. Незважаючи на різні позначення, набій .450 можно використовувати у будь-якій зброї під набої .455 Webley, .455 Colt або .476 Enfield.
Хоча набій не вважали військовим, набій .450 Mark III був запасним у британській армії наприкінці Першої світової війни. Набій .450 Adams також був популярним серед цивільних користувачів револьверів Webley RIC та британський Бульдог, у Європі, та зберігалися в США до 1940 року. Компанії Colt та Smith & Wesson пропонували револьвери під набій .450 Adams.
За потужністю приблизно схожий на набої .38 S&W, .41 Colt та .44 S&W American.
Набій можно зробити вручну вкоротивши гільзу .455 Webley.

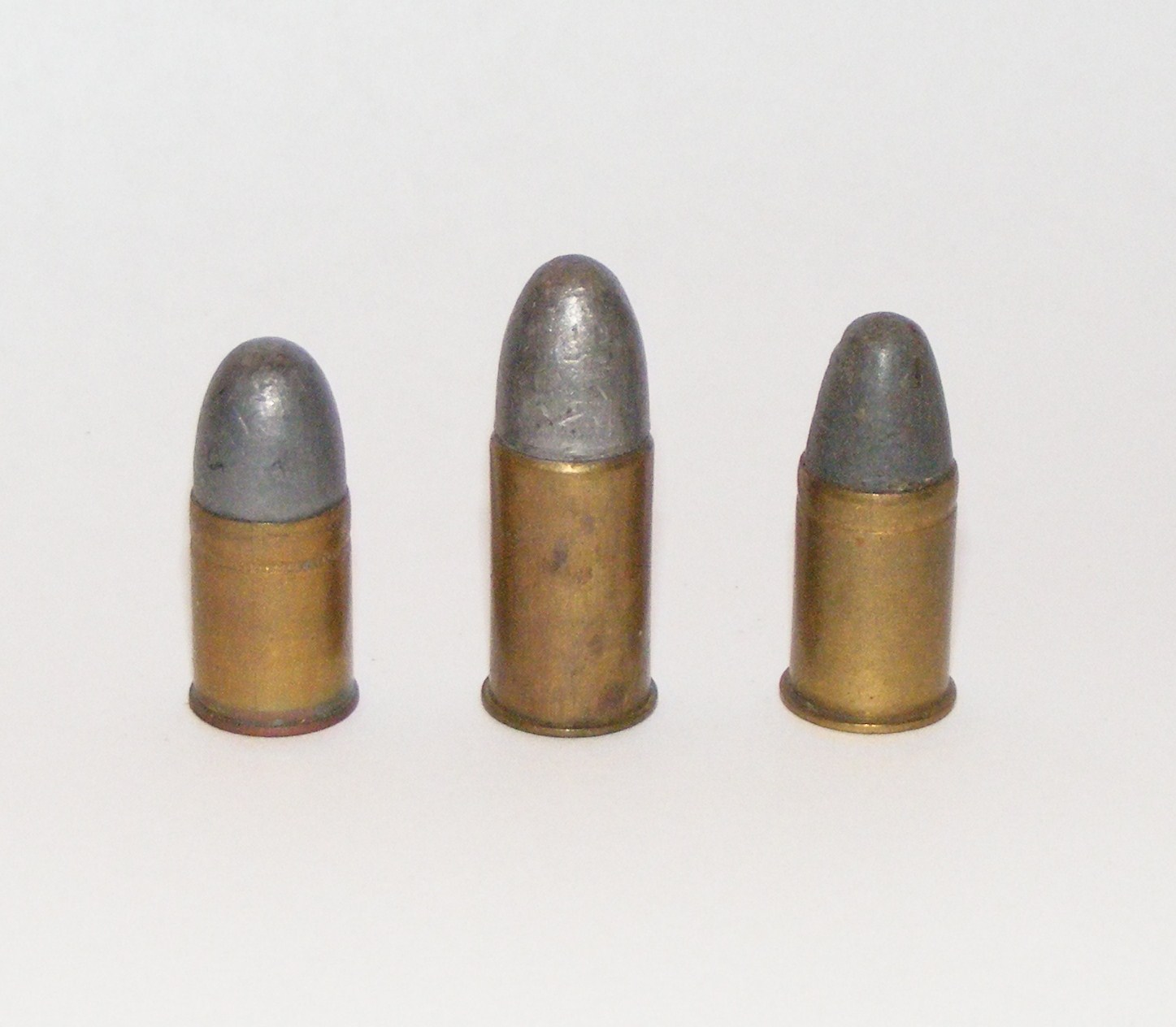
Зліва направо: .450 Adams, .455 Webley Mk I, .455 Webley Mk II